# Dysphania excubitor
Dysphania excubitor là một loài bướm đêm trong họ Geometridae.